# Georgie Porgie

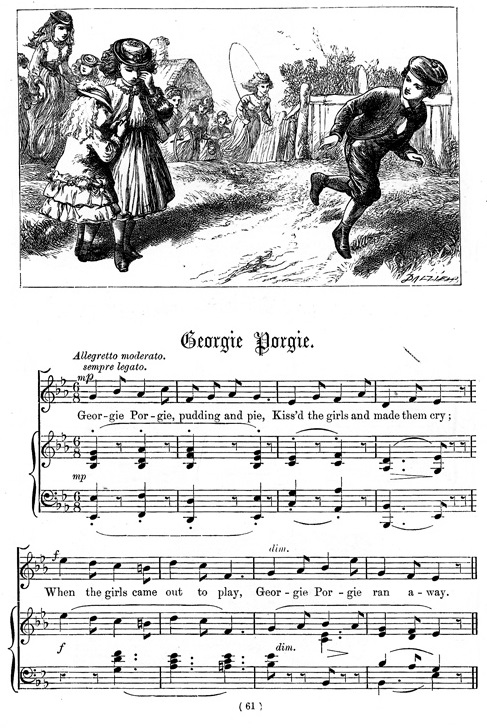
Spartito illustrato

Georgie Porgie è una popolare filastrocca inglese, riportata nel Roud Folk Song Index col numero 19532.

## Testo
Il testo più comune è il seguente:
Georgie Porgie, Puddin' and Pie,
Kissed the girls and made them cry,
When the boys came out to play
Georgie Porgie ran away.
[Trad.:]

Georgie Porgie, budino e torta,

baciava le ragazze e le faceva piangere.

Quando i ragazzi uscivano per giocare,

Georgie Porgie andava via.

## Origine e significato
La prima versione della canzoncina fu trascritta da James Orchard Halliwell a metà del XIX secolo:
Rowley Powley, pudding and pie,
Kissed the girls and made them cry;
When the girls began to cry,
Rowly Powley runs away.
[Trad.:]

Rowley Powley, pudding e torta,

baciò le ragazze e le fece piangere.

Quando le ragazze iniziarono a piangere,

Rowley Powley corse via.
Tuttavia, la versione con Georgie Porgie era già nota a George Bernard Shaw (nato nel 1856) fin dalla sua infanzia.
Esistono varie teorie che tentano di collegare il personaggio di Georgie Porgie a figure storiche come George Villiers, I duca di Buckingham (1592-1628), Charles II (1630-1685) o George I (1660-1727), ma non vi è alcuna certezza.

## Riferimenti culturali
In letteratura
- Rudyard Kipling è autore di un racconto intitolato Georgie Porgie, che si apre con la trascrizione del testo della canzoncina nella versione di George Bernard Shaw.
- Roald Dahl ha scritto anch'egli un racconto breve intitolato Georgy Porgy, incentrato su un prete e sulle sue "strane" relazioni con le donne.
- Aldous Huxley fa riferimento a questa canzoncina in Brave New World (1932), capitolo cinque:

Orgy-porgy, Ford and fun,
Kiss the girls and make them One.
Boys at one with girls at peace;
Orgy-porgy gives release.
- Nel romanzo di Jasper Fforde The Big Over Easy (2005), che narra le avventure di un reparto "Nursery Crime" della polizia di Reading, c'è tra l'altro un sinistro boss mafioso (imprigionato a vita) il cui nome è "Georgio Porgia."

In musica
- Il testo del ritornello della canzone Georgy Porgy dei Toto è tratto dalla filastrocca.

Nei videogiochi
- Georgie Porgie è presente nel videogioco "The Wolf Among Us" prodotto dalla Telltale Games.